# Valeri Lihaciov
Valeri Lihaciov (n. 5 decembrie 1947, Yaña Çişmä⁠(d), RSFS Rusă, URSS) este un ciclist rus, medaliat olimpic. A participat la o ediție a Jocurilor Olimpice (1972) în care a câștigat o medalie de aur.

## Participări
Lista de mai jos prezintă principalele competiții la care a participat Valeri Lihaciov de-a lungul carierei.
- Olympische Sommerspiele 1972/Radsport – Mannschaftszeitfahren Straße (Männer)[*]